# 戈勒姆 (北達科他州)
戈勒姆（英語：Gorham）是位於美國北達科他州比靈斯縣的非建制地區。

## 歷史
戈勒姆的郵局於1899年設立，其後於1973年停運。

## 地理
戈勒姆所處的海拔為高於海平面838米（即2749英呎），而該地所採用的時區為UTC-7，即北美山地时区（MST）。同時該地設有夏令時間，為UTC-7調快一小時，即UTC-6（MDT）。